# Сталинское общество (Великобритания)

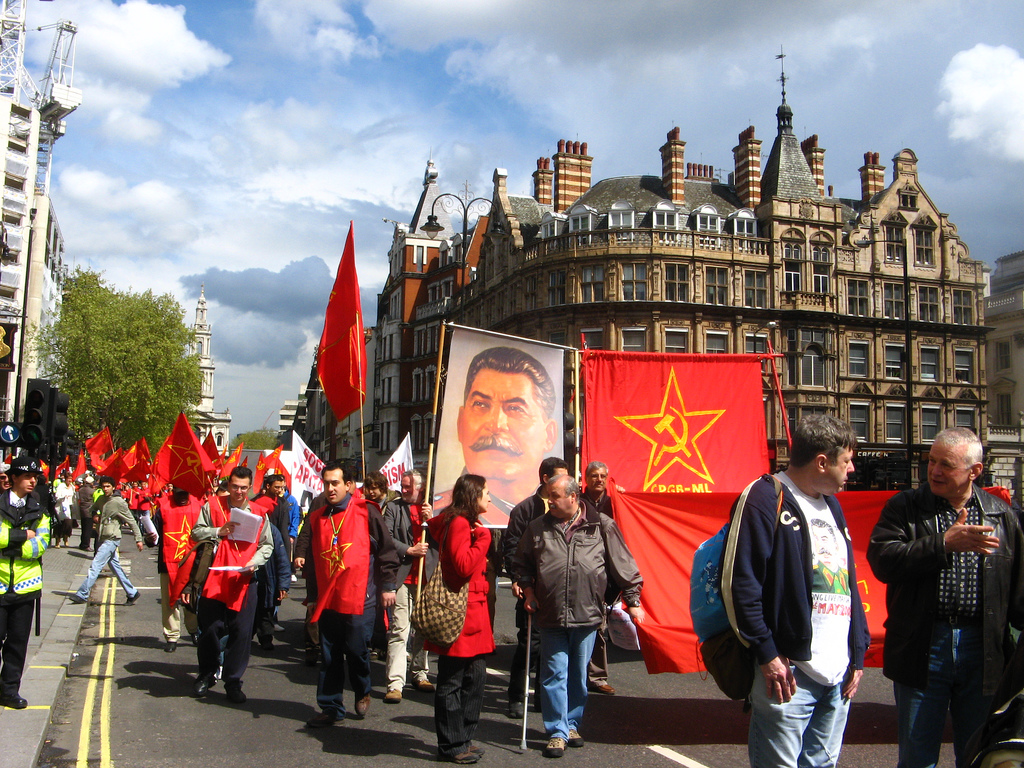
Маёвка в Лондоне, 1 мая 2009 года

Сталинское общество (англ. Stalin Society) — британская общественная организация, почитающая И. В. Сталина как великого марксиста-ленинца и существующая для сохранения его наследия.
Основана в 1991 году, располагается в Лондоне.
Своей целью ставит защиту «Сталина и его достижений, основываясь на фактах для опровержения капиталистической, ревизионистской, оппортунистической и троцкистской пропаганды, направленной против него».
Председателем являлся Харпал Брар.